# Ватерлоо (Айова)
Ватерлоо (англ. Waterloo) — місто (англ. city) в США, в окрузі Блек-Гок штату Айова. Населення — 67 314 особи (2020).

## Географія
Ватерлоо розташоване за координатами 42°29′32″ пн. ш. 92°21′7″ зх. д. / 42.49222° пн. ш. 92.35194° зх. д. (42.492327, -92.351947).  За даними Бюро перепису населення США в 2010 році місто мало площу 163,75 км², з яких 159,00 км² — суходіл та 4,76 км² — водойми.

### Клімат
| Клімат : Ватерлоо                          | Клімат : Ватерлоо | Клімат : Ватерлоо | Клімат : Ватерлоо | Клімат : Ватерлоо | Клімат : Ватерлоо | Клімат : Ватерлоо | Клімат : Ватерлоо | Клімат : Ватерлоо | Клімат : Ватерлоо | Клімат : Ватерлоо | Клімат : Ватерлоо | Клімат : Ватерлоо | Клімат : Ватерлоо |
| Показник                                   | Січ.              | Лют.              | Бер.              | Квіт.             | Трав.             | Черв.             | Лип.              | Серп.             | Вер.              | Жовт.             | Лист.             | Груд.             | Рік               |
| Абсолютний максимум, °C                    | 18,3              | 21,7              | 30,6              | 37,8              | 42,2              | 41,7              | 44,4              | 43,3              | 38,9              | 35,0              | 28,3              | 19,4              | 44,4              |
| Середній максимум, °C                      | −2,6              | 0,1               | 7,6               | 15,9              | 22,2              | 27,3              | 29,1              | 27,9              | 24,1              | 16,6              | 7,7               | −0,7              | 14,7              |
| Середній мінімум, °C                       | −12,5             | −9,7              | −3,3              | 2,9               | 9,4               | 14,9              | 17,1              | 15,7              | 10,4              | 3,7               | −2,9              | −10,3             | 3,0               |
| Абсолютний мінімум, °C                     | −36,7             | −35               | −36,7             | −20               | −5,6              | 0,6               | 5,6               | 0,6               | −7,2              | −17,8             | −27,2             | −33,9             | −36,7             |
| Норма опадів, мм                           | 21                | 25                | 52                | 94                | 115               | 126               | 125               | 108               | 67                | 63                | 51                | 30                | 879               |
| Днів з опадами                             | 7,2               | 7,4               | 9,7               | 10,9              | 12,4              | 11,5              | 9,7               | 9,1               | 8,5               | 8,5               | 8,6               | 8,4               | 111,9             |
| Днів зі снігом                             | 6,5               | 5,6               | 3,4               | 1,1               | 0                 | 0                 | 0                 | 0                 | 0                 | 0,2               | 2,9               | 6,9               | 26,6              |
| Вологість повітря, %                       | 73.0              | 73.8              | 72.7              | 66.4              | 65.7              | 67.7              | 71.9              | 73.7              | 73.7              | 69.9              | 74.8              | 77.2              | 71.8              |
| ------------------------------------------ | ----------------- | ----------------- | ----------------- | ----------------- | ----------------- | ----------------- | ----------------- | ----------------- | ----------------- | ----------------- | ----------------- | ----------------- | ----------------- |
| Джерело: NOAA (relative humidity 1961–90), |                   |                   |                   |                   |                   |                   |                   |                   |                   |                   |                   |                   |                   |

## Демографія
Згідно з переписом 2010 року, у місті мешкало 68 406 осіб у 28 607 домогосподарствах у складі 17 233 родин. Густота населення становила 418 осіб/км².  Було 30723 помешкання (188/км²).
Расовий склад населення:
| - 77,3 % — білих - 15,5 % — чорних або афроамериканців - 1,1 % — азіатів - 0,3 % — вихідців з тихоокеанських островів - 0,3 % — корінних американців - 2,6 % — осіб інших рас |

До двох чи більше рас належало 3,0 %. Частка іспаномовних становила 5,6 % від усіх жителів.
За віковим діапазоном населення розподілялося таким чином: 23,7 % — особи молодші 18 років, 62,3 % — особи у віці 18—64 років, 14,0 % — особи у віці 65 років та старші. Медіана віку мешканця становила 35,9 року. На 100 осіб жіночої статі у місті припадало 94,0 чоловіків;  на 100 жінок у віці від 18 років та старших — 91,8 чоловіків також старших 18 років.
Середній дохід на одне домашнє господарство  становив 53 120 доларів США (медіана — 41 933), а середній дохід на одну сім'ю — 62 946 доларів (медіана — 52 366). Медіана доходів становила 40 457 доларів для чоловіків та 32 020 доларів для жінок. За межею бідності перебувало 17,6 % осіб, у тому числі 25,8 % дітей у віці до 18 років та 7,2 % осіб у віці 65 років та старших.
Цивільне працевлаштоване населення становило 32 270 осіб. Основні галузі зайнятості: освіта, охорона здоров'я та соціальна допомога — 23,0 %, виробництво — 21,8 %, роздрібна торгівля — 12,5 %, мистецтво, розваги та відпочинок — 8,5 %.